# Cyclopina oblivia
Cyclopina oblivia – gatunek widłonoga z rodziny Cyclopinidae. Nazwa naukowa tego gatunku skorupiaków została opublikowana w 1981 roku przez ukraińskiego zoologa Władysława Monczenkę.